# Østervrå Andelskasse
Østervrå Andelskasse (også kendt som Din Andelskasse) var et dansk pengeinstitut der er stiftet i 1981 og i 2020 er omdannet til et ejendomskreditselskab der hedder DIN Ejendomskreditselskab A/S.
Din Andelskasse levede i mange år et stille og godt liv med fokus på finansiering af privatboliger. Andelskassen oplevede dog nogle tumultariske år i 2014 til 2017, der kulminerede med at ledelsen blev udskiftet og andelskassen politianmeldes for ikke historisk, at have sikret en passende kapital- og ledelsesmæssig indretning af andelskassen.
En ny ledelse igangsatte en målrettet genopretning af andelskassen med fortsat fokus på finansiering af privatboliger hvilket også bemærkes af Finanstilsynet, der dog ikke kunne se bort fra de historiske forhold. Finanstilsynet formulerede det som følgende: ”Finanstilsynet bemærker dog, at andelskassen har udført en række justeringer i løbet af 2018. Justeringerne ændrer dog ikke ved, at der er konstateret de ovennævnte overskridelser.”
Genopretningsarbejdet afdækkede flere overraskelser i andelskassen og det krævede store ændringer i organisering samt kapitalsammensætning.
Målet var at etablere et alternativ til privat boligfinansiering i Danmark, der ikke skulle være baseret på traditionelle indskydere, salg af traditionelle bankprodukter og krav om helkundeforhold. I 2020 var genopretningsarbejdet så langt ,at andelskassen var klar til lade sig omdanne til et ejendomskreditselskab. Beslutningen blev formelt truffet på en generalforsamling den 27. februar 2020.
Da andelskasser og sparekasser ikke direkte kan omdannes til et aktieselskab, blev omdannelsen gennemført lig andre omdannelser,  der er set i forbindelse med omdannelsen af f.eks. Den Jyske Sparekasse og Sparekassen Himmerland. En juridisk proces hvor sparekassen/andelskassen først overdrager alle sine aktiviteter til et nyt aktieselskab og dernæst lader sparekassens/andelskassens advokat lukke den gamle enhed.
I Din Andelskasse blev det nye selskab døbt DIN Ejendomskreditselskab A/S og med licens fra Finanstilsynet fortsætter det andelskassens aktiviteter med fokus på privat boligfinansiering. Din Ejendomskreditskab A/S har aflagt sit første regnskab efter restruktureringen, der for årsregnskabet for 2020 viser et positivt resultat på kr. 3.723.867 før skat og kr. 2.926.757 efter skat. Aktionærerne kan herudover se betydelige tilbageførte hensættelser så den samlede netto indtjening til ejerne (totalindkomst) er kr. 10.757.634.

Referencer
1. ↑  J.A.K.-Banken – Bikuben – Torslev Fælleskasse – J.A.K. Andelskasse - Østvendsyssel Folkeblad
2. ↑  "Arkiveret kopi". Arkiveret fra originalen 18. februar 2020. Hentet 18. februar 2020.
3. ↑  Dansk pengeinstitut vil nedlægge sig selv
4. ↑  https://datacvr.virk.dk/data/visenhed?enhedstype=virksomhed&id=40949585&soeg=Din%20Ejendomskreditselskab&type=undefined&language=da